# اتحاد سياسي
الاتحاد السياسي هو نوع من الدولة والتي تكون مكونة من أو منشأة من دول أصغر. بخلاف الاتحاد الشخصي، الدول المتحدة تشكل حكومة مشتركة والاتحاد معترف به عالميا كدولة واحدة. الاتحاد السياسي يسمى أيضا اتحاد تشريعي أو اتحاد دولة.

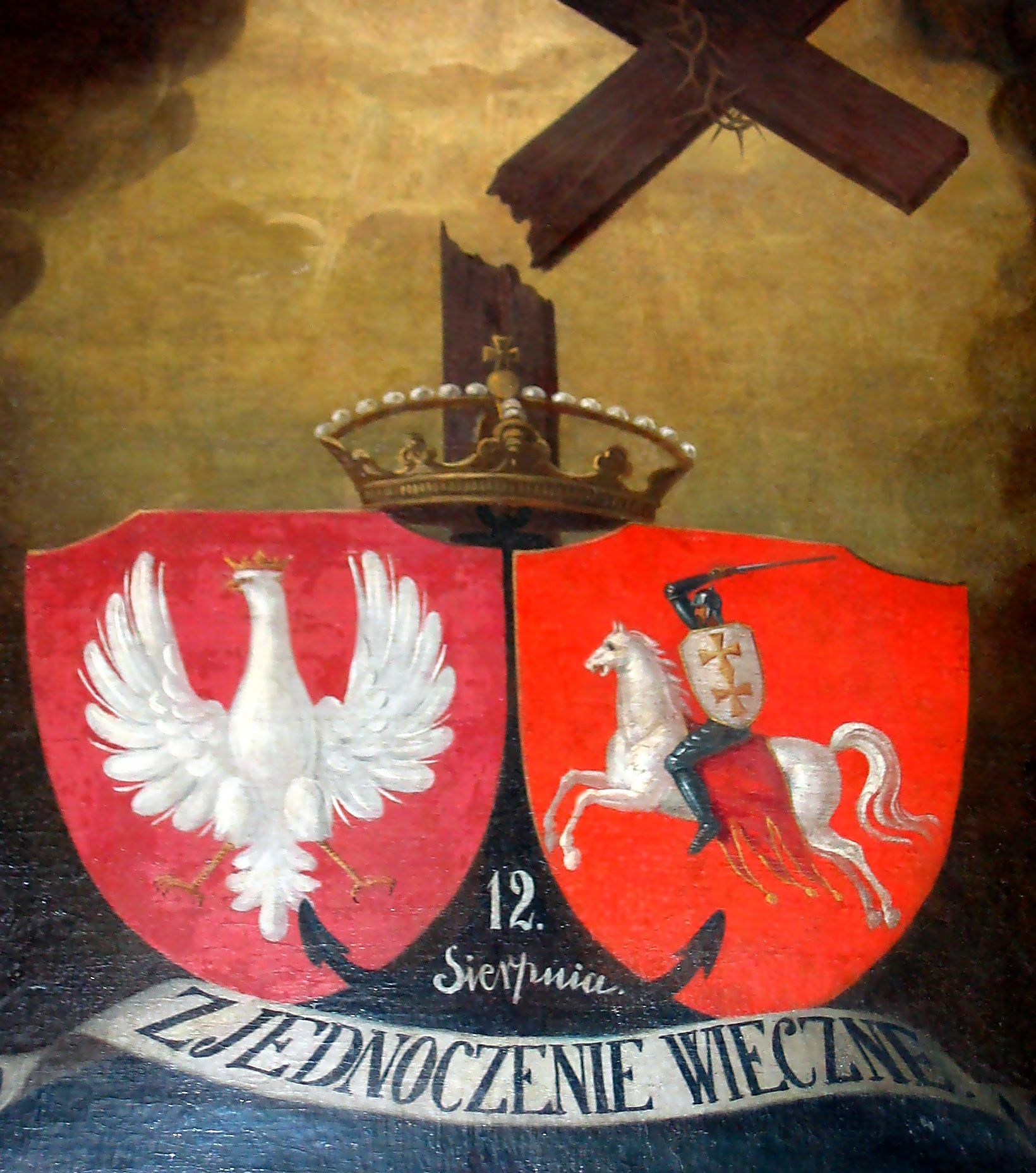

## أمثلة
على مرّ التاريخ، ظهرت أشكال متعددة من الاتحادات السياسية بين كيانات مستقلة أو شبه مستقلة، بهدف تحقيق وحدة أو تنسيق في الجوانب السيادية أو الاقتصادية أو الدفاعية. وقد تنوعت هذه الاتحادات بين نماذج فدرالية(إتحادية) مستقرة، وتجارب قصيرة الأمد، وأخرى انتهت بالتفكك. وفيما يلي أبرز الأمثلة:
الولايات المتحدة الأمريكية: تُعد من أبرز النماذج الاتحادية المستقرة في العصر الحديث، إذ تحوّلت من كونفدرالية بموجب "مواد الاتحاد" عام 1781 إلى اتحاد فدرالي بموجب الدستور الاتحادي لعام 1789. وتضم خمسين ولاية ذات سيادة جزئية ضمن إطار دستوري موحد.
الاتحاد الأوروبي: هو إتحاد إقليمي ذو طابع سياسي وإقتصادي، نشأ تدريجيًا منذ خمسينيات القرن العشرين، وتوسّع ليضم 27 دولة أوروبية. يمتلك مؤسسات تشريعية وتنفيذية وقضائية مشتركة، دون أن يكون اتحادًا فدراليًا كاملًا.